# Sedum gypsophilum
Sedum gypsophilum är en fetbladsväxtart som beskrevs av Billie Lee Turner. Sedum gypsophilum ingår i Fetknoppssläktet som ingår i familjen fetbladsväxter. Inga underarter finns listade i Catalogue of Life.